# Khalif Wyatt
Pour les articles homonymes, voir Wyatt.
Khalif Wyatt, né le 10 juin 1991 à Norristown en Pennsylvanie, est un joueur américain de basket-ball.

## Biographie
En novembre 2021, Wyatt rejoint le club roumain du Sport Club Municipal Universitatea Craiova.